# Theope atima
Theope atima is een vlindersoort uit de familie van de prachtvlinders (Riodinidae), onderfamilie Riodininae.
Theope atima werd in 1868 beschreven door H. Bates.